# کول کریک، شهرستان بولدر، کلرادو
کول کریک (به انگلیسی: Coal Creek) یک منطقهٔ مسکونی در ایالات متحده آمریکا است که در کلرادو واقع شده‌است. کول کریک ۲۴٫۴ کیلومتر مربع مساحت و ۲٬۴۰۰ نفر جمعیت دارد و ۲٬۶۲۱ متر بالاتر از سطح دریا واقع شده‌است.